# 大分県立荷揚町体育館
大分県立荷揚町体育館（おおいたけんりつにあげまちたいいいくかん）は、かつて大分県大分市荷揚町にあった公立体育館である。

## 概要
1954年（昭和29年）に開館した体育館で、プロレス会場として知られていた。また、大分国際車いすマラソン大会の開会式等の会場としても用いられた。
しかし、老朽化が進んだことや、大分県立総合体育館（1979年（昭和54年）4月開館、現大分市大洲総合体育館）、別府市総合体育館（べっぷアリーナ、2005年（平成17年）7月開館）等の代替施設が充実したことから、大分県の行財政改革に伴い2005年（平成17年）3月末に閉館。
建物は取り壊され、跡地は2009年度（平成21年度）から民間に貸し出され駐車場として利用されていたが、大分県知事公舎が移転・新築される予定である。なお、当体育館の看板は、大分県立総合体育館内に設けられたスポーツライブラリーで展示されている。

## 周囲の施設
- 大分中央警察署
- 大分地方裁判所・大分家庭裁判所・大分地方検察庁
- 大分市立荷揚町小学校